# Montferrand (grad)
Montferrand (latinsko Mons Ferrandus) je nekdanji križarski grad blizu Barina (بعرين) v zahodni Siriji.

## Zgodovina
Grad je okoli leta 1100 zgradil Raymond de St. Gilles. Njegov prvotni namen je bil popolnoma blokirati Rafanijo nad dolino Srednjega Oronta, ki je ogrožala komunikacije med mestoma Homs in Hama  in preprečevala  morebiten vdor z vzhoda proti obali skozi gorovje Ansarieh. Rafanijo so križarji po dolgem obleganju osvojili 31. marca 1126. 
Grof  Rajmond II. Tripolski  je leta 1142 svoje zahteve do Montferranda in Rafanije  poklonil Malteškim vitezom, da bi jih spodbudil, da bi ju ponovno osvojili.  Grad je menjal več lastnikov, preden ga je leta 1238/39 dokončno uničil emir Hame, al-Muzafar Mahmud.

## Vira
- Barber, Malcolm (2012). The Crusader States. Yale University Press. ISBN 978-0-300-11312-9.
- Lewis, Kevin James (2017). The Counts of Tripoli and Lebanon in the Twelfth Century: Sons of Saint-Gilles. Routledge. ISBN 978-1-4724-5890-2.